# Lingyun
Lingyun léase Ling-Yuín (en chino, 凌云县; pinyin, Língyún xiàn) es un condado bajo la administración directa de la Prefectura Baise en la Región autónoma de Guangxi, República Popular China. Su área es de 2047 km² y su población total para 2020 superó los 180 mil habitantes.

## Administración
El condado de Lingyun se divide en 8 pueblos que se administran en 4 poblados y 4 villas étnicas. 